# 17 a.C.
Il 17 a.C. (XVII a.C. in numeri romani) è un anno  del I secolo a.C.

## Eventi
- Augusto adotta come eredi i nipoti Gaio Cesare e Lucio Cesare, figli di Marco Vipsanio Agrippa e di sua figlia Giulia.
- Secondo il capitolo 71° del Prodigiorum liber di Giulio Ossequente, sotto il consolato di C. Furnio e C. Silano “una fiaccola celeste, che discese da sud verso nord con un'immensa luce, rese la notte simile al giorno”.
- Erode il Grande si reca a Roma da Augusto; al suo ritorno porta con sé i due figli, Alessandro e Aristobulo, che avevano vissuto alla corte imperiale.
- Alessandro, figlio di Erode il Grande, sposa Glafira, una principessa cappadoce; suo fratello Aristobulo sposa la cugina Berenice.

## Nati
- 29 gennaio - Lucio Cesare, politico e militare romano († 2)